# Сартбаш
Сартбаш (баш. Һартбаш) — деревня  в Альшеевском районе Республики Башкортостан. Входит в состав Абдрашитовского сельсовета.  Живут татары (2002). 

## География
Находится у истока реки Сартелга.

### Географическое положение
Расстояние до:
- районного центра (Раевский): 32 км,
- центра сельсовета (Абдрашитово): 14 км,
- ближайшей железнодорожной станции (Раевка): 32 км.

## История
Название от речки һарт и термина баш ‘исток’

## Население
| 2002 | 2009 | 2010 |
| ---- | ---- | ---- |
| 4    | ↘1   | ↗2   |

Национальный состав
Согласно переписи 2002 года, преобладающая национальность — татары (75 %).